# Atmel AVR

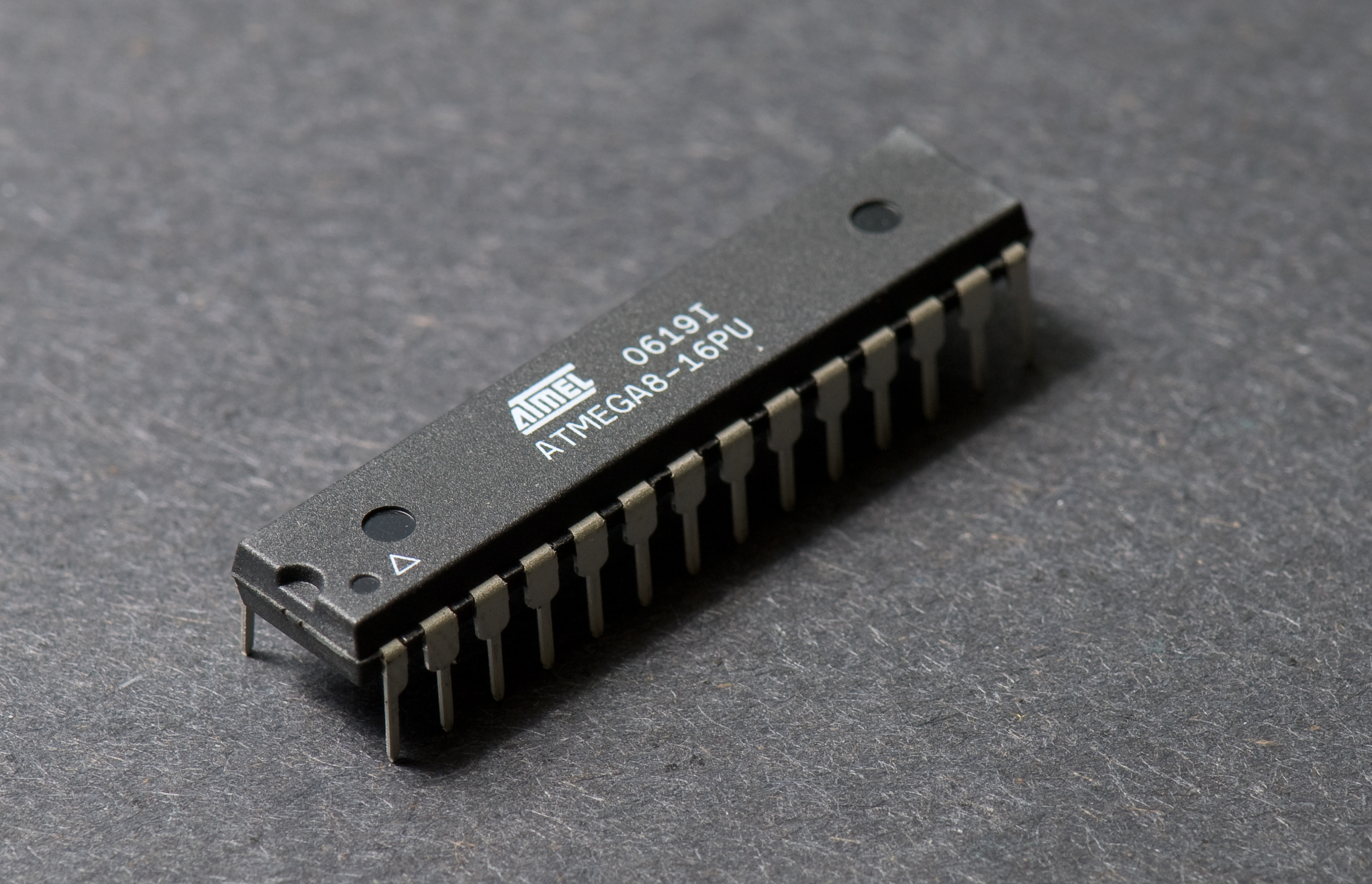
Atmel AVR ATmega8 i 28-pins DIP kapsel.

Atmels AVR-serie är en grupp integrerade mikroprocessorer, eller mer korrekt, enchipsdatorer med RISC-arkitektur och linjär adressering. AVR-serien bestod till en början enbart av 8-bitars processorer, men Atmel har även börjat producera 32-bitars processorer som kallas AVR32. Processorerna har inbyggt ROM, RAM och en uppsjö periferienheter såsom räknare, A/D-omvandlare, "watchdog" etc.

## Historia och uppbyggnad
AVR-arkitekturen beskrevs först av två studenter vid Norges tekniske høgskole (NTH), Vergard Wollan och Alf-Egil Bogen. Den senare skrev ett examensarbete med titeln High Speed Analog to Digital Converters in CMOS 1992.
Processorn är av RISC-typ och har, beroende på modell, en klockfrekvens på upp till 32 MHz och bygger på en så kallad Harvardarkitektur. Detta gör det möjligt att exekvera ett program med upp till en MIPS per MHz, dvs. en miljon instruktioner per sekund och MHz. AVR kännetecknas av en mycket effektiv programexekvering (~1 instruktion per klockcykel) vilket kan ge processorkraft på upp till 20 MIPS. De har ett RAM-minne för stacken, ett flash-minne som används för att lagra det program som skall exekveras samt det icke-flyktiga EEPROM-minnet för att lagra annan godtycklig data. Bland de inbyggda funktionerna finns bland annat A/D-omvandlare med multiplexer, räknare, UART/USART, TWI, ISP, SPI, inbyggd oscillator, LCD-drivare, spänningskomparatorer, pulsbreddsmoduleringsregister med mera.
Enchipsprocessorerna har försetts med ICP (In-Circuit Programming), även kallat ISP (In-System Programming) vilket ger möjlighet att via ett seriellt gränssnitt skriva och läsa till det inbyggda Flash-ROM:et och EEPROM:et.

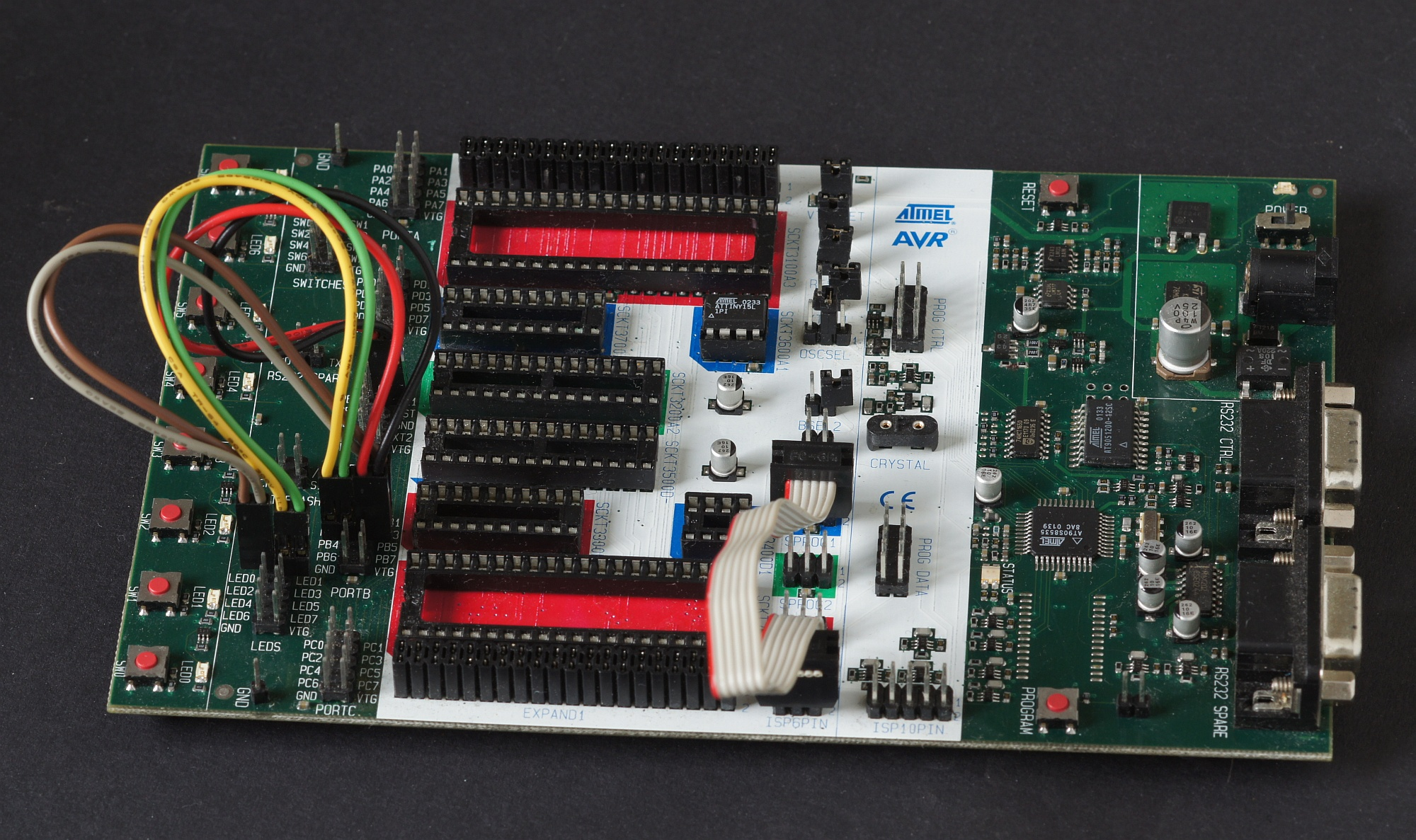
Atmel STK500 starter kit

AVR har, främst på grund av det låga priset och sina i sammanhanget billiga utvecklingsverktyg, kommit att bli väldigt populär både bland hobbyister och i kommersiella tillämpningar. Atmel tillhandahåller AVRStudio som är en utvecklingsmiljö för assemblering, simulering och avlusning. Kompilatorer från ImageCraft och IAR Systems används ofta i kommersiella applikationer, men även GNU GCC som är fri programvara. WinAVR är en implementation av GCC-sviten som kan integreras direkt i AVRStudio.
Till skillnad från många andra mikrokontrollers så finns det för AVR ett fritt, unix-kompatibelt, och stabilt mjukvaruverktyg i GCC och tillhörande stödprogram för att kompilera, assemblera, och överföra programkod till mikrokontrollern. Detta innebär att tillgången till verktygen är säkrad för framtiden och stor flexibilitet i användandet av verktygen.